# Era Mòla de Naut
Era Mòla de Naut és un monument del municipi d'Es Bòrdes inclòs en l'Inventari del Patrimoni Arquitectònic de Catalunya.

## Descripció
Era Mòla de Naut constitueix avui un petit nucli de cinc edificis en el vessant dret de la Garona. En la part superior destaca una casa que segueix la tipologia des del segle xix, ambobertures sota arcs de descàrrega distribuïdes en tres plantes (façana de migdia), i al capdamunt un humarau sota una coberta d'encavallades de fusta i llosat de pissarra, de dos vessants i tresaigües en els penalèrs de la qual sobresurten "lucanes" i "humenèges".En la part inferior, vora del llit del riu, comparteix un casal de notables dimensions, de secció rectangular, i disposat en sentit longitudinal al corrent de l'aigua. Es tracta de l'antiga fàbrica de llana, que tingué com a precedents un molí hidràulic de farina i un ressèc amb l'habitatge del moliner reunits en una mateixa unitat arquitectònica i fabril, disposició molt estesa al sud de França segons Krüger. En la façana nord comparteixen sis obertures en les dues plantes, dessota d'un "humarau" amb coberta de pissarra. La façana de migdia conserva, però, uns voladissos que evidencien que aquesta era la zona d'habitatge, i un massís contrafort en el centre amb l'arc de sortida del canal, presidit per una segona obertura i a banda i banda unes grans arcades paredades. El salt necessari s'aconseguia desviant l'aigua del riu per una pexiera que nodria un "cnau" important a jutjar pels vestigis, deixant-la caure per un pou fins a l'interior de la fàbrica.

## Història
L'índex de Privilegis de la Val documentada la construcció d'un molí fariner sota Castèl-leon l'any 1612. Ja el 1788 el qüestionar di Francisco de Zamora consigna el molí del Baró de Les, on estaven obligats a moldre per contracte els habitants de Vilamòs i Arres. Al segle xix, tot i la competència dels molins d'Arròs i de la Ribera, el molí del Baró comptava amb una casa de dues plantes i era gairebé l'únic de la Val que funcionava tot l'any. L'any 1906 reporta Juli Soler que la fàbrica de teixits de llana, dels anomenats "boreus" (burells), abastava tota la Val. Posteriorment, la fàbrica de farina subministrava llum a tots els pobles d'Irissa. La Societat dera Mòla, deth Ressèc i dera Fabrica dera Lana del Baró era formada per Rella (d'Arnau d'Arres) per Aunòs (de Joanchiquet de Vilamòs) i per Lluís Marqué Atés (de Sartiga de Bordius).